# Alois Baeran
Alois Baeran (16. května 1872 Brno – 16. října 1936 Berlín) byl československý politik německé národnosti a meziválečný poslanec Národního shromáždění za Německou nacionální stranu.

## Biografie
Studoval práva ve Vídni. Získal titul doktora práv. Působil v brněnské obecní samosprávě. Vedl obecní školský referát. V roce 1912 založil nacionalistický list Brünner Montagsblatt, v jehož vedení působil i po roce 1918. Vedl svaz německých středních škol v Brně. Založil německou národní radu pro Brno a další moravská města.
Zasedal i v Moravském zemském sněmu. Byl zvolen v zemských volbách roku 1906 za všeobecnou německou kurii, obvod Brno, Pohořelice, Hodonín, Blansko atd. Mandát obhájil i v zemských volbách roku 1913, nyní za kurii venkovských obcí, obvod Brno a okolí, Boskovice, Kroměříž, Vyškov atd.
Za první světové války dobrovolně narukoval do armády a bojoval na italské frontě.
Politicky se angažoval i po vzniku republiky. V parlamentních volbách v roce 1920 získal mandát v Národním shromáždění. Mandát ale pozbyl roku 1923 rozhodnutím volebního soudu (pro zločin vyzvědačství) a jeho křeslo zaujal Alois Stenzl. V rámci Německé nacionální strany patřil k radikálnímu křídlu. Byl výrazně kriticky orientován vůči československému státu. Byl známý jako aktér výtržností přímo při zasedání poslanecké sněmovny. Po jednom takovém incidentu uprchl dočasně do Bavorska. Na předsedu sněmovny hodil smrdutou pumu. Po návratu do ČSR v červnu 1923 byl za vyzvědačství odsouzen na čtyři roky do vězení. Byl po dvou třetinách trestu ze zdravotních důvodů předčasně propuštěn. Zavázal se, že po dva roky bude pod policejním dozorem bydlet v Brně. Později mu bylo ze zdravotních důvodů povoleno přesídlení do Karlových Varů. Odtud ovšem v květnu 1925 uprchl do Německa. Důvodem emigrace byla hrozba nového trestního stíhání kvůli sérii článků, které publikoval o svém procesu. V Německu se angažoval v protičesky naladěných kruzích. Byl aktivní v organizaci Sudetendeutscher Heimatbund.
Podle údajů k roku 1920 byl profesí magistrátním radou v Brně.
Zemřel v noci na 16. října 1936 v Berlíně. Ke konci života trpěl vážnou chorobou, kvůli které téměř zcela oslepl.